# Frederiksværk Sogn
Frederiksværk Sogn var et sogn i Frederiksværk Provsti (Helsingør Stift). Sognet blev 1. juli 2014 sammenlagt med Vinderød Sogn under navnet Frederiksværk-Vinderød Sogn.
I 1800-tallet var Vinderød Kirke også sognekirke for Frederiksværk, der i 1850 blev handelsplads og havde egen kommunalbestyrelse. Byen blev købstad i 1907, men Frederiksværk Kirke stod først færdig i 1911. Da blev Frederiksværk et kirkedistrikt i Vinderød Sogn, som hørte til Strø Herred i Frederiksborg Amt. I 1931 blev Frederiksværk kirkedistrikt udskilt som det selvstændige Frederiksværk Sogn.
Ved kommunalreformen i 1970 blev Frederiksværk Købstad og Kregme-Vinderød sognekommune kernen i Frederiksværk Kommune, der ved strukturreformen i 2007 indgik i Halsnæs Kommune.
I det tidligere Frederiksværk Sogn findes følgende autoriserede stednavne:
- Frederiksværk (bebyggelse)
- Magleblik (bebyggelse)
- Nyhuse (bebyggelse)
- Skovbakken (bebyggelse)